# Ducetia borealis
Ducetia borealis är en insektsart som beskrevs av Andrej Vasiljevitj Gorochov och Kang 2002. Ducetia borealis ingår i släktet Ducetia och familjen vårtbitare. Inga underarter finns listade i Catalogue of Life.